# Ragnheiður Jónsdóttir
Ragnheiður Jónsdóttir (1646–1715) est une couturière islandaise.   

## Biographie
Fille du Révérend Jón Arason (1606–1673), originaire de Vatnsfjörður, et de son épouse Hólmfríður Sigurðardóttir, elle a été élevée dans une famille de douze enfants et fut une couturière active, notamment dans l'enseignement de son métier. 
Ragnheiður Jónsdóttir fut la femme de deux évêques luthériens dans la baie d'Hólar (Islande) : Gísli Þorláksson et Einar Þorsteinsson. Avec son époux, l'évêque Gísli Þorláksson, ils demandèrent à Guðmundur Guðmundsson (v.1618 – après 1703), de Bjarnastaðahlíð (Vesturdalur), l'un des artisans les plus célèbres d'Islande au XVIIe siècle, de construire une église à Gröf, dans la péninsule de Skagi, sanctuaire des épouses des évêques. Le bâtiment est de nos jours l'un des plus petits lieux de culte d'Islande.  
De nos jours, plusieurs de ses réalisations textiles ou objets lui ayant été appartenu sont visibles au Musée national d'Islande.   
Les billets de 5 000 couronnes mis en circulation à partir de 1986 contiennent le portrait de Ragnheiður Jónsdóttir. En introduisant ce personnage sur un billet de banque, la Banque nationale d'Islande chercha à montrer l'importance des femmes dans l'histoire du pays et leur contribution à la culture islandaise.